# متال اسلاگ (بازی ویدئویی ۱۹۹۶)
متال اسلاگ (انگلیسی: Metal Slug) یک بازی ویدئویی به سبک ران اند گان است که توسط شرکت اس.ان.کی. و در سال ۱۹۹۶ و در پلت‌فرم‌های بازی آرکید، پلی‌استیشن همراه، پلی‌استیشن، پلی‌استیشن ۲، Neo Geo، اندروید، آی‌اواس، و نینتندو سوئیچ منتشر شده‌است.

## داستان
داستان بازی در سال ۲۰۲۸ روایت می‌شود که بسیاری از دولت‌های جهان به دلیل کودتا ضعیف و از کار برکنار شدند. در این میان گروهی تحت عنوان «متال اسلاگ» به سرپرستی کاپیتان مارکو روسی تلاش برای متوقف کردن جنگ و نابودی بیگانگان را دارند. در این راه دوست صمیمی وی کاپیتان تارما راوینگ نیز با مارکو همکاری می‌کند. این دو به بخش‌هایی از جهان که سرکوب شده‌است فرستاده می‌شوند و به مبارزه با شورشیان و بیگانگان می‌پردازند.